# Ibrahim Sadr
Ibrahim Sadr (o Sadar) (en persa: ملا ابراہیم صدر‎; nacido como Khodaidad; Provincia de Helmand, Siglo XX) es un político y militar afgano, afiliado al movimiento Talibán, quien se desempeñó como Ministro del Interior del Emirato Islámico de Afganistán brevemente entre agosto y septiembre de 2021.

## Biografía
De etnia Pastún, es originario de la Provincia de Helmand. Nacido como Khodaidad, cambió su nombre a Ibrahim tras unirse a los Talibanes. Sadr se unió a los muyahidines afganos que combatieron contra el Gobierno de la República Democrática de Afganistán y contra la Unión Soviética durante la Guerra Afgano-Soviética. Tras el establecimiento del Estado Islámico de Afganistán se mudó a Peshawar, en Pakistán, donde comenzó a trabajar como profesor en una madrasa.
Al igual que la mayoría de afganos, solo tenía nombre de pila; fueron sus estudiantes quienes le agregaron el apellido Sadr (que significa "presidente") a su nombre. Durante la existencia del Emirato Islámico de Afganistán, de 1996 a 2001, fue responsable del Departamento de Defensa de los talibanes que gestionaba los aviones soviéticos. Manteniendo estrictas opiniones religiosas, desarrolló contactos estrechos con grupos yihadistas, incluidos Al Qaeda.
Después de la invasión estadounidense, regresó a Peshawar. Estaba cerca del líder talibán original Mohammed Omar y Akhtar Mansour, quien sucedió a Omar, y Sadr ascendió en la jerarquía talibán. Sadr fue nombrado comandante en jefe militar de los talibanes en 2014, aunque los talibanes no anunciaron públicamente su nombramiento hasta agosto de 2016.
Mansour, amigo cercano de Sadr, fue asesinado en un ataque con drones en Pakistán en 2016, por lo cual Sadr acusó a Pakistán de estar involucrado en su muerte. Consecuente a esto, Sadr se negó a asistir a las reuniones de los talibanes en Pakistán. Sadr usó su riqueza producto del contrabando de opio y mármol para construir su propia red de apoyo al interior de los talibanes, a la vez que recibía el apoyo de Irán. La infelicidad con su independencia dentro de los talibanes, su disgusto por Pakistán y su cercanía con Irán lo llevaron a ser reemplazado como jefe militar por Mohammad Yaqoob en 2020, y Sadr se convirtió en diputado.
El 24 de agosto de 2021 fue nombrado Ministro del Interior de Afganistán como el primer jefe, en carácter de encargado, de esa cartera después del restablecimiento del Emirato Islámico de Afganistán.